# Epipremnum moszkowskii
Epipremnum moszkowskii és una espècie de planta amb flors del gènere Epipremnum i de la família de les aràcies (Araceae).

## Descripció
Epipremnum moszkowskii és una enfiladissa de grans dimensions i perennifoli, que arriba fins a 20 m d'alçada. Té flors petites de color groc verd amb un centre groc. Les flors estan disposades en una espiga solta i unilateral. La llavor és una llavor petita, rodona i negra. Les plàntules són petites, verdes i tenen dues fulles oposades.

## Distribució i hàbitat
Epipremnum moszkowskii és una enfiladissa llenyosa endèmica de la selva tropical a la part occidental de l'illa de Nova Guinea (Papua Occidental).

## Taxonomia
Epipremnum moszkowskii va ser descrita per Kurt Krause i publicat a Botanische Jahrbücher für Systematik, Pflanzengeschichte und Pflanzengeographie 45(104): 84, a l'any 1911.
Etimologia
Epipremnum: nom genèric de dues paraules gregues ἐπί (damunt) i πρέμνον (soca).
moszkowskii: epítet en honor del metge i explorador alemany Max Moszkowski